# Stade du 7-Mars
 (juillet 2017).
Si vous disposez d'ouvrages ou d'articles de référence ou si vous connaissez des sites web de qualité traitant du thème abordé ici, merci de compléter l'article en donnant les références utiles à sa vérifiabilité et en les liant à la section « Notes et références ».
Le stade du 7-Mars (arabe : ملعب 7 مارس) est un stade tunisien situé à Ben Gardane dans le sud-est du pays et servant pour la pratique du football. Il est utilisé par l'Union sportive de Ben Guerdane.
Il dispose d'une capacité de 10 000 places, dont 4 000 sont couvertes.

## Histoire
Le date du 7 mars correspond au jour de la bataille de Ben Gardane qui a lieu en 2016. Les affrontements opposent alors les forces de sécurité tunisiennes aux djihadistes de l'État islamique.